# Gian Francesco de Majo
Gian Francesco de Majo, także De Maio, Di Maio; zwany Ciccio (ur. 24 marca 1732 w Neapolu, zm. 17 listopada 1770 tamże) – włoski kompozytor.

## Życiorys
Syn kompozytora Giuseppe de Majo (1697–1771). Uczył się u ojca oraz swoich stryjów, Gennaro Manny i Francesco Feo. W 1747 roku został klawesynistą orkiestry dworskiej w Neapolu, był także organistą dworu królewskiego, początkowo nadliczbowym, a od 1758 roku drugim organistą. Między 1761 a 1763 rokiem był uczniem Giovanniego Battisty Martiniego w Bolonii. Pomimo postępującej gruźlicy wiele podróżował, wystawiając swoje opery na scenach włoskich i zagranicznych. W 1764 roku gościł w Wiedniu, gdzie na uroczystość koronacji cesarskiej Józefa II napisał operę Alcide negli orti Esperidi.

## Twórczość
Należał do czołowych twórców włoskiej opery seria drugiej połowy XVIII wieku, kontynuując tradycje szkoły neapolitańskiej. Zmierzał do traktowania opery jako jednolitego dzieła muzycznego, odstępując od recytatywu secco na rzecz recytatywu akompaniowanego i deklamacyjnego, skracając szablonowo traktowaną arię da capo, z umiarem stosując środki zdobnicze, ekspresję lirycznej melodyki potęgując chromatyką. Wzbogacał szatę dźwiękową orkiestry zindywidualizowanym traktowaniem poszczególnych instrumentów, m.in. wyodrębniając brzmienie wiolonczel i wyznaczając instrumentom dętym rolę koncertującą. Wraz z Niccolò Jommellim i Christophem Willibaldem Gluckiem przyczynił się swoją twórczością do zreformowania opery.
Napisał opery Ricimero re dei Goti (wyst. Parma 1759), Astrea placata (wyst. Neapol 1760), Cajo Fabricio (wyst. Neapol 1760), L’Almeria (wyst. Livorno 1761), Artaserse (wyst. Wenecja 1762),  Catone in Utica (wyst. Turyn 1762), Demofoonte (wyst. Rzym 1763), Alcide negli orti Esperidi (wyst. Wiedeń 1764), Ifigenia in Tauride (wyst. Mannheim 1764), Montezuma (wyst. Turyn 1765), La constancia dichosa (wyst. Madryt 1765), Alessandro nell’Indie (wyst. Mannheim 1766), Antigono (wyst. Wenecja 1767), Antigona (wyst. Rzym 1768), Ipermestra (wyst. Neapol 1768), Adriano in Siria (wyst. Rzym 1769), Didone abbandonata (wyst. Wenecja 1769), Eumene (wyst. Neapol 1771), arie do trzech oper pastiszowych wystawionych w Londynie: Ezio (1764), Solimano (1765), The Golden Pippin (1773), ponadto m.in. 8 oratoriów, 4 msze, 20 motetów, 10 Salve Regina, 8 psalmów.